# آب‌انبار کوشه
آب‌انبار کوشه مربوط به اواخر دوره قاجار است و در شهرستان بردسکن، بخش شهرآباد، دهستان شهرآباد، روستای کوشه واقع شده و این اثر در تاریخ ۱۰ دی ۱۳۸۱ با شمارهٔ ثبت ۶۶۵۰ به‌عنوان یکی از آثار ملی ایران به ثبت رسیده است.